# Albo d'oro del motomondiale
Albo d'oro del motomondiale dal suo inizio nel 1949 a oggi, diviso nella varie classi, in ordine di cilindrata.

## Risultati per classe

### Classi soppresse

#### Classe 50
| Titoli piloti |

| Anno | Pilota               | Scuderia       | Motocicletta |
| ---- | -------------------- | -------------- | ------------ |
| 1962 | Ernst Degner         | Suzuki         |              |
| 1963 | Hugh Anderson        | Suzuki         |              |
| 1964 | Hugh Anderson        | Suzuki         |              |
| 1965 | Ralph Bryans         | Honda          |              |
| 1966 | Hans-Georg Anscheidt | Suzuki         |              |
| 1967 | Hans-Georg Anscheidt | Suzuki         |              |
| 1968 | Hans-Georg Anscheidt | Suzuki         |              |
| 1969 | Ángel Nieto          | Derbi          |              |
| 1970 | Ángel Nieto          | Derbi          |              |
| 1971 | Jan de Vries         | Kreidler       |              |
| 1972 | Ángel Nieto          | Derbi          |              |
| 1973 | Jan de Vries         | Kreidler       |              |
| 1974 | Henk van Kessel      | Van Veen Kreid |              |
| 1975 | Ángel Nieto          | Kreidler       |              |
| 1976 | Ángel Nieto          | Bultaco        |              |
| 1977 | Ángel Nieto          | Bultaco        |              |
| 1978 | Ricardo Tormo        | Bultaco        |              |
| 1979 | Eugenio Lazzarini    | Kreidler       |              |
| 1980 | Eugenio Lazzarini    | Iprem          |              |
| 1981 | Ricardo Tormo        | Motul Bultaco  |              |
| 1982 | Stefan Dörflinger    | Kreidler       |              |
| 1983 | Stefan Dörflinger    | Krauser        |              |

| Titoli costruttori |

| Anno | Costruttore    | Motocicletta |
| ---- | -------------- | ------------ |
| 1962 | Suzuki         |              |
| 1963 | Suzuki         |              |
| 1964 | Suzuki         |              |
| 1965 | Honda          |              |
| 1966 | Honda          |              |
| 1967 | Suzuki         |              |
| 1968 | Suzuki         |              |
| 1969 | Derbi          |              |
| 1970 | Derbi          |              |
| 1971 | Kreidler       |              |
| 1972 | Kreidler       |              |
| 1973 | Kreidler       |              |
| 1974 | Kreidler       |              |
| 1975 | Kreidler       |              |
| 1976 | Bultaco        |              |
| 1977 | Kreidler       |              |
| 1978 | Bultaco        |              |
| 1979 | Kreidler       |              |
| 1980 | Van Veen Kreid |              |
| 1981 | Bultaco        |              |
| 1982 | Kreidler       |              |
| 1983 | Garelli        | 50 GP        |

#### Classe 80
| Titoli piloti |

| Anno | Pilota            | Scuderia | Motocicletta |
| ---- | ----------------- | -------- | ------------ |
| 1984 | Stefan Dörflinger | Zündapp  |              |
| 1985 | Stefan Dörflinger | Krauser  |              |
| 1986 | Jorge Martínez    | Derbi    |              |
| 1987 | Jorge Martínez    | Derbi    |              |
| 1988 | Jorge Martínez    | Derbi    |              |
| 1989 | Manuel Herreros   | Derbi    |              |

| Titoli costruttori |

| Anno | Costruttore | Motocicletta |
| ---- | ----------- | ------------ |
| 1984 | Zündapp     |              |
| 1985 | Krauser     |              |
| 1986 | Derbi       |              |
| 1987 | Derbi       |              |
| 1988 | Derbi       |              |
| 1989 | Krauser     |              |

#### Classe 125
| Titoli piloti |

| Anno | Pilota              | Scuderia            | Motocicletta    |
| ---- | ------------------- | ------------------- | --------------- |
| 1949 | Nello Pagani        | Mondial             |                 |
| 1950 | Bruno Ruffo         | Mondial             |                 |
| 1951 | Carlo Ubbiali       | Mondial             |                 |
| 1952 | Cecil Sandford      | MV Agusta           |                 |
| 1953 | Werner Haas         | NSU                 |                 |
| 1954 | Rupert Hollaus      | NSU                 |                 |
| 1955 | Carlo Ubbiali       | MV Agusta           |                 |
| 1956 | Carlo Ubbiali       | MV Agusta           |                 |
| 1957 | Tarquinio Provini   | Mondial             |                 |
| 1958 | Carlo Ubbiali       | MV Agusta           |                 |
| 1959 | Carlo Ubbiali       | MV Agusta           |                 |
| 1960 | Carlo Ubbiali       | MV Agusta           |                 |
| 1961 | Tom Phillis         | Honda               |                 |
| 1962 | Luigi Taveri        | Honda               |                 |
| 1963 | Hugh Anderson       | Suzuki              |                 |
| 1964 | Luigi Taveri        | Honda               |                 |
| 1965 | Hugh Anderson       | Suzuki              |                 |
| 1966 | Luigi Taveri        | Honda               |                 |
| 1967 | Bill Ivy            | Yamaha              |                 |
| 1968 | Phil Read           | Yamaha              |                 |
| 1969 | Dave Simmonds       | Kawasaki            |                 |
| 1970 | Dieter Braun        | Suzuki              |                 |
| 1971 | Ángel Nieto         | Derbi               |                 |
| 1972 | Ángel Nieto         | Derbi               |                 |
| 1973 | Kent Andersson      | Yamaha              |                 |
| 1974 | Kent Andersson      | Yamaha              |                 |
| 1975 | Paolo Pileri        | Morbidelli          |                 |
| 1976 | Pier Paolo Bianchi  | Morbidelli          | VR 125          |
| 1977 | Pier Paolo Bianchi  | Morbidelli          | VR 125          |
| 1978 | Eugenio Lazzarini   | MBA                 |                 |
| 1979 | Ángel Nieto         | Minarelli           |                 |
| 1980 | Pier Paolo Bianchi  | MBA                 |                 |
| 1981 | Ángel Nieto         | Minarelli           |                 |
| 1982 | Ángel Nieto         | Garelli             | 125 GP          |
| 1983 | Ángel Nieto         | Garelli             | 125 GP          |
| 1984 | Ángel Nieto         | Garelli             | 125 GP          |
| 1985 | Fausto Gresini      | Garelli             | 125 GP          |
| 1986 | Luca Cadalora       | Garelli             | 125 GP          |
| 1987 | Fausto Gresini      | Garelli             | 125 GP          |
| 1988 | Jorge Martínez      | Derbi               |                 |
| 1989 | Àlex Crivillé       | JJ Cobas            |                 |
| 1990 | Loris Capirossi     | AGV Pileri          |                 |
| 1991 | Loris Capirossi     | AGV Pileri          |                 |
| 1992 | Alessandro Gramigni | Aprilia Jeans       |                 |
| 1993 | Dirk Raudies        | Europa Raudies      |                 |
| 1994 | Kazuto Sakata       | Semprucci           |                 |
| 1995 | Haruchika Aoki      | Blumex Rheos        |                 |
| 1996 | Haruchika Aoki      | Arie Molenaar       | Honda RS125     |
| 1997 | Valentino Rossi     | Nastro Azzurro      | Aprilia RS125R  |
| 1998 | Kazuto Sakata       | UGT Bikes           | Aprilia RS125R  |
| 1999 | Emilio Alzamora     | Via Digital         | Honda RS125     |
| 2000 | Roberto Locatelli   | Diesel Vasco Rossi  | Aprilia RS125R  |
| 2001 | Manuel Poggiali     | Gilera Racing       | Gilera 125 GP   |
| 2002 | Arnaud Vincent      | Imola Circuit       | Aprilia RS125R  |
| 2003 | Daniel Pedrosa      | Telefonica Movistar | Honda RS125     |
| 2004 | Andrea Dovizioso    | Kopron Team Scot    | Honda RS125R    |
| 2005 | Thomas Lüthi        | Elit Grand Prix     | Honda RS125R    |
| 2006 | Álvaro Bautista     | Aspar Team          | Aprilia RSA 125 |
| 2007 | Gábor Talmácsi      | Bancaja Aspar       | Aprilia RSW 125 |
| 2008 | Mike Di Meglio      | Ajo Motorsport      | Derbi RSA 125   |
| 2009 | Julián Simón        | Bancaja Aspar       | Aprilia RSA 125 |
| 2010 | Marc Márquez        | Ajo Motorsport      | Derbi RSA 125   |
| 2011 | Nicolás Terol       | Bankia Aspar        | Aprilia RSA 125 |

| Titoli costruttori |

| Anno | Costruttore | Motocicletta    |
| ---- | ----------- | --------------- |
| 1949 | Mondial     |                 |
| 1950 | Mondial     |                 |
| 1951 | Mondial     |                 |
| 1952 | MV Agusta   |                 |
| 1953 | MV Agusta   |                 |
| 1954 | [ 1 ]       |                 |
| 1955 | MV Agusta   |                 |
| 1956 | MV Agusta   |                 |
| 1957 | Mondial     |                 |
| 1958 | MV Agusta   |                 |
| 1959 | MV Agusta   |                 |
| 1960 | MV Agusta   |                 |
| 1961 | Honda       |                 |
| 1962 | Honda       |                 |
| 1963 | Suzuki      |                 |
| 1964 | Honda       |                 |
| 1965 | Suzuki      |                 |
| 1966 | Honda       |                 |
| 1967 | Yamaha      |                 |
| 1968 | Yamaha      |                 |
| 1969 | Kawasaki    |                 |
| 1970 | Suzuki      |                 |
| 1971 | Derbi       |                 |
| 1972 | Derbi       |                 |
| 1973 | Yamaha      |                 |
| 1974 | Yamaha      |                 |
| 1975 | Morbidelli  |                 |
| 1976 | Morbidelli  | VR 125          |
| 1977 | Morbidelli  | VR 125          |
| 1978 | Minarelli   |                 |
| 1979 | Minarelli   |                 |
| 1980 | Minarelli   |                 |
| 1981 | Minarelli   |                 |
| 1982 | Garelli     | 125 GP          |
| 1983 | MBA         |                 |
| 1984 | Garelli     | 125 GP          |
| 1985 | MBA         |                 |
| 1986 | Garelli     | 125 GP          |
| 1987 | Garelli     | 125 GP          |
| 1988 | Derbi       |                 |
| 1989 | Honda       |                 |
| 1990 | Honda       |                 |
| 1991 | Honda       |                 |
| 1992 | Honda       |                 |
| 1993 | Honda       |                 |
| 1994 | Honda       |                 |
| 1995 | Honda       |                 |
| 1996 | Aprilia     | Aprilia RS125R  |
| 1997 | Aprilia     | Aprilia RS125R  |
| 1998 | Honda       | Honda RS125R    |
| 1999 | Honda       | Honda RS125R    |
| 2000 | Honda       | Honda RS125R    |
| 2001 | Honda       | Honda RS125R    |
| 2002 | Aprilia     | Aprilia RS125R  |
| 2003 | Aprilia     | Aprilia RS125R  |
| 2004 | Aprilia     | Aprilia RS125R  |
| 2005 | KTM         | KTM 125 FRR     |
| 2006 | Aprilia     | Aprilia RS125R  |
| 2007 | Aprilia     | Aprilia RS125R  |
| 2008 | Aprilia     | Aprilia RS125R  |
| 2009 | Aprilia     | Aprilia RSA 125 |
| 2010 | Derbi       | Derbi RSA 125   |
| 2011 | Aprilia     | Aprilia RSA 125 |

#### Classe 250
| Titoli piloti |

| Anno | Pilota               | Scuderia                  | Motocicletta |
| ---- | -------------------- | ------------------------- | ------------ |
| 1949 | Bruno Ruffo          | Moto Guzzi                |              |
| 1950 | Dario Ambrosini      | Benelli                   |              |
| 1951 | Bruno Ruffo          | Moto Guzzi                |              |
| 1952 | Enrico Lorenzetti    | Moto Guzzi                |              |
| 1953 | Werner Haas          | NSU                       |              |
| 1954 | Werner Haas          | NSU                       |              |
| 1955 | Hermann Paul Müller  | NSU                       |              |
| 1956 | Carlo Ubbiali        | MV Agusta                 |              |
| 1957 | Cecil Sandford       | Mondial                   |              |
| 1958 | Tarquinio Provini    | MV Agusta                 |              |
| 1959 | Carlo Ubbiali        | MV Agusta                 |              |
| 1960 | Carlo Ubbiali        | MV Agusta                 |              |
| 1961 | Mike Hailwood        | Honda                     |              |
| 1962 | Jim Redman           | Honda                     |              |
| 1963 | Jim Redman           | Honda                     |              |
| 1964 | Phil Read            | Yamaha                    |              |
| 1965 | Phil Read            | Yamaha                    |              |
| 1966 | Mike Hailwood        | Honda                     |              |
| 1967 | Mike Hailwood        | Honda                     |              |
| 1968 | Phil Read            | Yamaha                    |              |
| 1969 | Kel Carruthers       | Benelli                   |              |
| 1970 | Rodney Gould         | Yamaha                    |              |
| 1971 | Phil Read            | Yamaha                    |              |
| 1972 | Jarno Saarinen       | Yamaha                    |              |
| 1973 | Dieter Braun         | Yamaha                    |              |
| 1974 | Walter Villa         | Harley Davidson           |              |
| 1975 | Walter Villa         | Harley Davidson           |              |
| 1976 | Walter Villa         | Harley Davidson           | HDB2         |
| 1977 | Mario Lega           | Morbidelli                |              |
| 1978 | Kork Ballington      | Kawasaki                  | KR 250       |
| 1979 | Kork Ballington      | Kawasaki                  | KR 250       |
| 1980 | Anton Mang           | Kawasaki                  | KR 250       |
| 1981 | Anton Mang           | Kawasaki                  | KR 250       |
| 1982 | Jean Louis Tournadre | Yamaha                    |              |
| 1983 | Carlos Lavado        | Venemotos Racing          |              |
| 1984 | Christian Sarron     | Sonauto Gauloises         |              |
| 1985 | Freddie Spencer      | Rothmans Honda - HRC      |              |
| 1986 | Carlos Lavado        | HB-Venemotos Racing       | YZR 250      |
| 1987 | Anton Mang           | Rothmans Honda            | RS 250 R     |
| 1988 | Sito Pons            | Campsa Honda              | RS 250 R     |
| 1989 | Sito Pons            | Campsa Honda              | RS 250 R     |
| 1990 | John Kocinski        | Marlboro Team Roberts     | YZR 250      |
| 1991 | Luca Cadalora        | Rothmans-Kanemoto         | RS 250 R     |
| 1992 | Luca Cadalora        | Rothmans-Kanemoto         | RS 250 R     |
| 1993 | Tetsuya Harada       | Telkor Valesi Racing      | YZR 250      |
| 1994 | Massimiliano Biaggi  | Chesterfield Aprilia      | RSV 250      |
| 1995 | Massimiliano Biaggi  | Chesterfield Aprilia      | RSV 250      |
| 1996 | Massimiliano Biaggi  | Chesterfield Aprilia      | RSV 250      |
| 1997 | Massimiliano Biaggi  | Marlboro Kanemoto         | RS 250 R     |
| 1998 | Loris Capirossi      | Aprilia Grand Prix Racing | RSV 250      |
| 1999 | Valentino Rossi      | Aprilia Grand Prix Racing | RSV 250      |
| 2000 | Olivier Jacque       | Tech 3                    | YZR 250      |
| 2001 | Daijirō Katō         | Gresini Racing            | RS 250 R     |
| 2002 | Marco Melandri       | MS Aprilia Racing         | RSV 250      |
| 2003 | Manuel Poggiali      | MS Aprilia                | RSV 250      |
| 2004 | Daniel Pedrosa       | Telefonica Movistar       | RS 250 R     |
| 2005 | Daniel Pedrosa       | Telefonica Movistar       | RS 250 R     |
| 2006 | Jorge Lorenzo        | Fortuna Aprilia           | RSW 250      |
| 2007 | Jorge Lorenzo        | Fortuna Aprilia           | RSA 250      |
| 2008 | Marco Simoncelli     | Metis Gilera              | RSA 250      |
| 2009 | Hiroshi Aoyama       | Scot Racing               | RS 250 R     |

| Titoli costruttori |

| Anno | Costruttore     | Motocicletta |
| ---- | --------------- | ------------ |
| 1949 | Moto Guzzi      |              |
| 1950 | Benelli         |              |
| 1951 | Moto Guzzi      |              |
| 1952 | Moto Guzzi      |              |
| 1953 | NSU             |              |
| 1954 | [ 1 ]           |              |
| 1955 | MV Agusta       |              |
| 1956 | MV Agusta       |              |
| 1957 | Mondial         |              |
| 1958 | MV Agusta       |              |
| 1959 | MV Agusta       |              |
| 1960 | MV Agusta       |              |
| 1961 | Honda           |              |
| 1962 | Honda           |              |
| 1963 | Honda           |              |
| 1964 | Yamaha          |              |
| 1965 | Yamaha          |              |
| 1966 | Honda           |              |
| 1967 | Honda           |              |
| 1968 | Yamaha          |              |
| 1969 | Benelli         |              |
| 1970 | Yamaha          |              |
| 1971 | Yamaha          |              |
| 1972 | Yamaha          |              |
| 1973 | Yamaha          |              |
| 1974 | Yamaha          |              |
| 1975 | Harley Davidson |              |
| 1976 | Harley Davidson |              |
| 1977 | Yamaha          |              |
| 1978 | Kawasaki        | KR 250       |
| 1979 | Kawasaki        | KR 250       |
| 1980 | Kawasaki        | KR 250       |
| 1981 | Kawasaki        | KR 250       |
| 1982 | Yamaha          |              |
| 1983 | Yamaha          |              |
| 1984 | Yamaha          |              |
| 1985 | Honda           | RS 250 R     |
| 1986 | Honda           | RS 250 R     |
| 1987 | Honda           | RS 250 R     |
| 1988 | Honda           | RS 250 R     |
| 1989 | Honda           | RS 250 R     |
| 1990 | Yamaha          | YZR 250      |
| 1991 | Honda           | RS 250 R     |
| 1992 | Honda           | RS 250 R     |
| 1993 | Honda           | RS 250 R     |
| 1994 | Honda           | RS 250 R     |
| 1995 | Aprilia         | RS 250V      |
| 1996 | Honda           | RS 250 R     |
| 1997 | Honda           | RS 250 R     |
| 1998 | Aprilia         | RSV 250      |
| 1999 | Aprilia         | RSV 250      |
| 2000 | Yamaha          | YZR 250      |
| 2001 | Honda           | RS 250 R     |
| 2002 | Aprilia         | RSV 250      |
| 2003 | Aprilia         | RSV 250      |
| 2004 | Honda           | RS 250 R     |
| 2005 | Honda           | RS 250 R     |
| 2006 | Aprilia         | RSW 250      |
| 2007 | Aprilia         | RSA 250      |
| 2008 | Aprilia         | RSA 250      |
| 2009 | Aprilia         | RSA 250      |

#### Classe 350
| Titoli piloti |

| Anno | Pilota            | Scuderia        | Motocicletta |
| ---- | ----------------- | --------------- | ------------ |
| 1949 | Freddie Frith     | Velocette       |              |
| 1950 | Bob Foster        | Velocette       |              |
| 1951 | Geoff Duke        | Norton          |              |
| 1952 | Geoff Duke        | Norton          |              |
| 1953 | Fergus Anderson   | Moto Guzzi      |              |
| 1954 | Fergus Anderson   | Moto Guzzi      |              |
| 1955 | Bill Lomas        | Moto Guzzi      |              |
| 1956 | Bill Lomas        | Moto Guzzi      |              |
| 1957 | Keith Campbell    | Moto Guzzi      |              |
| 1958 | John Surtees      | MV Agusta       |              |
| 1959 | John Surtees      | MV Agusta       |              |
| 1960 | John Surtees      | MV Agusta       |              |
| 1961 | Gary Hocking      | MV Agusta       |              |
| 1962 | Jim Redman        | Honda           |              |
| 1963 | Jim Redman        | Honda           |              |
| 1964 | Jim Redman        | Honda           |              |
| 1965 | Jim Redman        | Honda           |              |
| 1966 | Mike Hailwood     | Honda           |              |
| 1967 | Mike Hailwood     | Honda           |              |
| 1968 | Giacomo Agostini  | MV Agusta       |              |
| 1969 | Giacomo Agostini  | MV Agusta       |              |
| 1970 | Giacomo Agostini  | MV Agusta       |              |
| 1971 | Giacomo Agostini  | MV Agusta       |              |
| 1972 | Giacomo Agostini  | MV Agusta       |              |
| 1973 | Giacomo Agostini  | MV Agusta       |              |
| 1974 | Giacomo Agostini  | Yamaha          | TZR 350      |
| 1975 | Johnny Cecotto    | Yamaha          | TZR 350      |
| 1976 | Walter Villa      | Harley Davidson |              |
| 1977 | Takazumi Katayama | Yamaha          | TZR 350      |
| 1978 | Kork Ballington   | Kawasaki        | KR 350       |
| 1979 | Kork Ballington   | Kawasaki        | KR 350       |
| 1980 | Jon Ekerold       | Bimota          | YB 3         |
| 1981 | Anton Mang        | Kawasaki        | KR 350       |
| 1982 | Anton Mang        | Kawasaki        | KR 350       |

| Titoli costruttori |

| Anno | Costruttore | Motocicletta |
| ---- | ----------- | ------------ |
| 1949 | Velocette   |              |
| 1950 | Velocette   |              |
| 1951 | Norton      |              |
| 1952 | Norton      |              |
| 1953 | Moto Guzzi  |              |
| 1954 | [ 1 ]       |              |
| 1955 | Moto Guzzi  |              |
| 1956 | Moto Guzzi  |              |
| 1957 | Gilera      |              |
| 1958 | MV Agusta   |              |
| 1959 | MV Agusta   |              |
| 1960 | MV Agusta   |              |
| 1961 | MV Agusta   |              |
| 1962 | Honda       |              |
| 1963 | Honda       |              |
| 1964 | Honda       |              |
| 1965 | Honda       |              |
| 1966 | Honda       |              |
| 1967 | Honda       |              |
| 1968 | MV Agusta   |              |
| 1969 | MV Agusta   |              |
| 1970 | MV Agusta   |              |
| 1971 | MV Agusta   |              |
| 1972 | MV Agusta   |              |
| 1973 | Yamaha      | TZR 350      |
| 1974 | Yamaha      | TZR 350      |
| 1975 | Yamaha      | TZR 350      |
| 1976 | Yamaha      | TZR 350      |
| 1977 | Yamaha      | TZR 350      |
| 1978 | Kawasaki    | KR 350       |
| 1979 | Kawasaki    | KR 350       |
| 1980 | Bimota      | YB 3         |
| 1981 | Kawasaki    | KR 350       |
| 1982 | Kawasaki    | KR 350       |

#### Classe 500
| Titoli piloti |

| Anno | Pilota            | Scuderia                   | Motocicletta     | Punti |
| ---- | ----------------- | -------------------------- | ---------------- | ----- |
| 1949 | Leslie Graham     | AJS                        | E90 "Porcupine"  | 30    |
| 1950 | Umberto Masetti   | Gilera                     | Quattro Cilindri | 28    |
| 1951 | Geoff Duke        | Norton                     | Manx             | 35    |
| 1952 | Umberto Masetti   | Gilera                     | Quattro Cilindri | 28    |
| 1953 | Geoff Duke        | Gilera                     | Quattro Cilindri | 38    |
| 1954 | Geoff Duke        | Gilera                     | Quattro Cilindri | 40    |
| 1955 | Geoff Duke        | Gilera                     | Quattro Cilindri | 36    |
| 1956 | John Surtees      | MV Agusta                  |                  | 24    |
| 1957 | Libero Liberati   | Gilera                     | Quattro Cilindri | 32    |
| 1958 | John Surtees      | MV Agusta                  |                  | 32    |
| 1959 | John Surtees      | MV Agusta                  |                  | 32    |
| 1960 | John Surtees      | MV Agusta                  |                  | 32    |
| 1961 | Gary Hocking      | MV Agusta                  |                  | 48    |
| 1962 | Mike Hailwood     | MV Agusta                  |                  | 40    |
| 1963 | Mike Hailwood     | MV Agusta                  |                  | 40    |
| 1964 | Mike Hailwood     | MV Agusta                  |                  | 40    |
| 1965 | Mike Hailwood     | MV Agusta                  |                  | 48    |
| 1966 | Giacomo Agostini  | MV Agusta                  |                  | 36    |
| 1967 | Giacomo Agostini  | MV Agusta                  | 500 tre cilindri | 46    |
| 1968 | Giacomo Agostini  | MV Agusta                  |                  | 48    |
| 1969 | Giacomo Agostini  | MV Agusta                  |                  | 105   |
| 1970 | Giacomo Agostini  | MV Agusta                  |                  | 90    |
| 1971 | Giacomo Agostini  | MV Agusta                  |                  | 90    |
| 1972 | Giacomo Agostini  | MV Agusta                  |                  | 105   |
| 1973 | Phil Read         | MV Agusta                  |                  | 84    |
| 1974 | Phil Read         | MV Agusta                  |                  | 82    |
| 1975 | Giacomo Agostini  | Yamaha                     | YZR 500 OW 23    | 84    |
| 1976 | Barry Sheene      | Heron Suzuki GB            | RG 500           | 72    |
| 1977 | Barry Sheene      | Heron Suzuki GB            | RG 500           | 107   |
| 1978 | Kenny Roberts     | Yamaha International       | YZR 500 OW 35 K  | 110   |
| 1979 | Kenny Roberts     | Yamaha International       | YZR 500 OW 35 K  | 113   |
| 1980 | Kenny Roberts     | Yamaha International       | YZR 500 OW 35 K  | 87    |
| 1981 | Marco Lucchinelli | Gallina-Nava Olio Fiat     | RG Γ 500         | 105   |
| 1982 | Franco Uncini     | Gallina-Nava Olio Fiat     | RG Γ 500         | 103   |
| 1983 | Freddie Spencer   | Honda Racing Company       | NS 500           | 144   |
| 1984 | Eddie Lawson      | Marlboro Team Agostini     | YZR 500 OW 76    | 142   |
| 1985 | Freddie Spencer   | Rothmans Honda HRC         | NSR 500          | 127   |
| 1986 | Eddie Lawson      | Marlboro Team Agostini     | YZR 500 OW 81    | 139   |
| 1987 | Wayne Gardner     | Rothmans Honda HRC         | NSR 500          | 178   |
| 1988 | Eddie Lawson      | Marlboro Team Agostini     | YZR 500 OW 98    | 252   |
| 1989 | Eddie Lawson      | Rothmans Kanemoto Honda    | NSR 500          | 228   |
| 1990 | Wayne Rainey      | Marlboro Team Roberts      | YZR 500 OWC 1    | 255   |
| 1991 | Wayne Rainey      | Marlboro Team Roberts      | YZR 500 OWE 0    | 233   |
| 1992 | Wayne Rainey      | Marlboro Team Roberts      | YZR 500 OWF 2    | 140   |
| 1993 | Kevin Schwantz    | Lucky Strike Suzuki        | RGV Γ 500        | 248   |
| 1994 | Michael Doohan    | Honda Team HRC             | NSR 500          | 317   |
| 1995 | Michael Doohan    | Repsol Honda               | NSR 500          | 248   |
| 1996 | Michael Doohan    | Repsol Honda               | NSR 500          | 309   |
| 1997 | Michael Doohan    | Repsol Honda               | NSR 500          | 340   |
| 1998 | Michael Doohan    | Repsol Honda               | NSR 500          | 260   |
| 1999 | Àlex Crivillé     | Repsol Honda               | NSR 500          | 267   |
| 2000 | Kenny Roberts Jr  | Telefonica Movistar Suzuki | RGV Γ 500        | 258   |
| 2001 | Valentino Rossi   | Nastro Azzurro Honda       | NSR 500          | 325   |

| Titoli costruttori |

| Anno | Costruttore | Motocicletta     |
| ---- | ----------- | ---------------- |
| 1949 | AJS         |                  |
| 1950 | Norton      |                  |
| 1951 | Norton      |                  |
| 1952 | Gilera      | Quattro Cilindri |
| 1953 | Gilera      | Quattro Cilindri |
| 1954 | [ 1 ]       |                  |
| 1955 | Gilera      | Quattro Cilindri |
| 1956 | MV Agusta   |                  |
| 1957 | Gilera      | Quattro Cilindri |
| 1958 | MV Agusta   |                  |
| 1959 | MV Agusta   |                  |
| 1960 | MV Agusta   |                  |
| 1961 | MV Agusta   |                  |
| 1962 | MV Agusta   |                  |
| 1963 | MV Agusta   |                  |
| 1964 | MV Agusta   |                  |
| 1965 | MV Agusta   |                  |
| 1966 | Honda       |                  |
| 1967 | MV Agusta   |                  |
| 1968 | MV Agusta   |                  |
| 1969 | MV Agusta   |                  |
| 1970 | MV Agusta   |                  |
| 1971 | MV Agusta   |                  |
| 1972 | MV Agusta   |                  |
| 1973 | MV Agusta   |                  |
| 1974 | Yamaha      |                  |
| 1975 | Yamaha      |                  |
| 1976 | Suzuki      |                  |
| 1977 | Suzuki      |                  |
| 1978 | Suzuki      |                  |
| 1979 | Suzuki      |                  |
| 1980 | Suzuki      |                  |
| 1981 | Suzuki      |                  |
| 1982 | Suzuki      |                  |
| 1983 | Honda       |                  |
| 1984 | Honda       |                  |
| 1985 | Honda       |                  |
| 1986 | Yamaha      |                  |
| 1987 | Yamaha      |                  |
| 1988 | Yamaha      |                  |
| 1989 | Honda       |                  |
| 1990 | Yamaha      |                  |
| 1991 | Yamaha      |                  |
| 1992 | Honda       |                  |
| 1993 | Yamaha      |                  |
| 1994 | Honda       |                  |
| 1995 | Honda       |                  |
| 1996 | Honda       |                  |
| 1997 | Honda       |                  |
| 1998 | Honda       |                  |
| 1999 | Honda       |                  |
| 2000 | Yamaha      |                  |
| 2001 | Honda       |                  |

#### Thunderbike Trophy
| Anno | Pilota         | Scuderia |
| ---- | -------------- | -------- |
| 1995 | Udo Mark       | Kawasaki |
| 1996 | William Costes | Honda    |

#### Formula 750
| Anno | Nome           | Paese       | Scuderia | Modello  | Titolo Costruttori | Paese    |
| ---- | -------------- | ----------- | -------- | -------- | ------------------ | -------- |
| 1977 | Steve Baker    | Stati Uniti | Yamaha   | TZ 750 E | Yamaha             | Giappone |
| 1978 | Johnny Cecotto | Venezuela   | Yamaha   | TZ 750 E | Yamaha             | Giappone |
| 1979 | Patrick Pons   | Francia     | Yamaha   | TZ 750 E | Yamaha             | Giappone |

#### Classe sidecar
| Anno | Nome Pilota       | Paese       | Nome Co-Pilota                    | Paese                    | Scuderia               | Moto   | Cilindrata           |
| ---- | ----------------- | ----------- | --------------------------------- | ------------------------ | ---------------------- | ------ | -------------------- |
| 1949 | Eric Oliver       | Regno Unito | Denis Jenkinson                   | Regno Unito              | Norton                 | Manx   | 600 cc               |
| 1950 | Eric Oliver       | Regno Unito | Lorenzo Dobelli                   | Italia                   | Norton                 | Manx   | 600 cc               |
| 1951 | Eric Oliver       | Regno Unito | Lorenzo Dobelli                   | Italia                   | Norton                 | Manx   | 500 cc               |
| 1952 | Cyril Smith       | Regno Unito | Bob Clements                      | Regno Unito              | Norton                 | Manx   | 500 cc               |
| 1953 | Eric Oliver       | Regno Unito | Stan Dibben                       | Regno Unito              | Norton                 | Manx   | 500 cc               |
| 1954 | Wilhelm Noll      | Germania    | Fritz Cron                        | Germania                 | BMW                    | R50/2  | 500 cc               |
| 1955 | Willi Faust       | Germania    | Karl Remmert                      | Germania                 | BMW                    | R50/2  | 500 cc               |
| 1956 | Wilhelm Noll      | Germania    | Fritz Cron                        | Germania                 | BMW                    | R50/2  | 500 cc               |
| 1957 | Fritz Hillebrand  | Germania    | Manfred Grundwald                 | Germania                 | BMW                    | R50/2  | 500 cc               |
| 1958 | Walter Schneider  | Germania    | Hans Strauss                      | Germania                 | BMW                    | R50/2  | 500 cc               |
| 1959 | Walter Schneider  | Germania    | Hans Strauss                      | Germania                 | BMW                    | R50/2  | 500 cc               |
| 1960 | Helmut Fath       | Germania    | Alfred Wohlgemuth                 | Germania                 | BMW                    | R50/2  | 500 cc               |
| 1961 | Max Deubel        | Germania    | Emil Hörner                       | Germania                 | BMW                    | R50/2  | 500 cc               |
| 1962 | Max Deubel        | Germania    | Emil Hörner                       | Germania                 | BMW                    | R50/2  | 500 cc               |
| 1963 | Max Deubel        | Germania    | Emil Hörner                       | Germania                 | BMW                    | R50/2  | 500 cc               |
| 1964 | Max Deubel        | Germania    | Emil Hörner                       | Germania                 | BMW                    | R50/2  | 500 cc               |
| 1965 | Fritz Scheidegger | Svizzera    | John Robinson                     | Regno Unito              | BMW                    | R50/2  | 500 cc               |
| 1966 | Fritz Scheidegger | Svizzera    | John Robinson                     | Regno Unito              | BMW                    | R50/2  | 500 cc               |
| 1967 | Klaus Enders      | Germania    | Ralf Engelhardt                   | Germania                 | BMW                    | R50/2  | 500 cc               |
| 1968 | Helmut Fath       | Germania    | Wolfgang Kalauch                  | Germania                 | URS                    |        | 500 cc               |
| 1969 | Klaus Enders      | Germania    | Ralf Engelhardt                   | Germania                 | BMW                    | R50/2  | 500 cc               |
| 1970 | Klaus Enders      | Germania    | Ralf Engelhardt; Wolfgang Kalauch | Germania; Germania       | BMW                    | R50/2  | 500 cc               |
| 1971 | Horst Owesle      | Germania    | Julius Kremer; Peter Rutterford   | Germania; Regno Unito    | Münch-URS              |        | 500 cc               |
| 1972 | Klaus Enders      | Germania    | Ralf Engelhardt                   | Germania                 | BMW                    | R50/2  | 500 cc               |
| 1973 | Klaus Enders      | Germania    | Ralf Engelhardt                   | Germania                 | BMW                    | R50/2  | 500 cc               |
| 1974 | Klaus Enders      | Germania    | Ralf Engelhardt                   | Germania                 | BMW                    | R50/2  | 500 cc               |
| 1975 | Rolf Steinhausen  | Germania    | Josef Huber                       | Germania                 | Busch-König            |        | 500 cc               |
| 1976 | Rolf Steinhausen  | Germania    | Josef Huber                       | Germania                 | Busch-König            |        | 500 cc               |
| 1977 | George O'Dell     | Regno Unito | Kenny Arthur; Cliff Holland       | Regno Unito; Regno Unito | Seymaz & Windle-Yamaha | TZ 500 | 500 cc               |
| 1978 | Rolf Biland       | Svizzera    | Kenny Williams                    | Regno Unito              | TTM & BEO-Yamaha       | TZ 500 | 500 cc               |
| 1979 | Rolf Biland       | Svizzera    | Kurt Waltisperg                   | Svizzera                 | Schmid-Yamaha          | TZ 500 | 500 cc Categoria B2A |
| 1979 | Bruno Holzer      | Svizzera    | Karl Meierhans                    | Svizzera                 | LCR-Yamaha             | TZ 500 | 500 cc Categoria B2B |
| 1980 | Jock Taylor       | Regno Unito | Benga Johansson                   | Svezia                   | Windle-Yamaha          | TZ 500 | 500 cc               |
| 1981 | Rolf Biland       | Svizzera    | Kurt Waltisperg                   | Svizzera                 | LCR-Yamaha             | TZ 500 | 500 cc               |
| 1982 | Werner Schwärzel  | Germania    | Andreas Huber                     | Germania                 | Seymaz-Yamaha          | TZ 500 | 500 cc               |
| 1983 | Rolf Biland       | Svizzera    | Kurt Waltisperg                   | Svizzera                 | LCR-Yamaha             | TZ 500 | 500 cc               |
| 1984 | Egbert Streuer    | Paesi Bassi | Bernard Schnieders                | Paesi Bassi              | LCR-Yamaha             | TZ 500 | 500 cc               |
| 1985 | Egbert Streuer    | Paesi Bassi | Bernard Schnieders                | Paesi Bassi              | LCR-Yamaha             | TZ 500 | 500 cc               |
| 1986 | Egbert Streuer    | Paesi Bassi | Bernard Schnieders                | Paesi Bassi              | LCR-Yamaha             | TZ 500 | 500 cc               |
| 1987 | Steve Webster     | Regno Unito | Tony Hewitt                       | Regno Unito              | LCR-Yamaha             | TZ 500 | 500 cc               |
| 1988 | Steve Webster     | Regno Unito | Tony Hewitt; Gavin Simmons        | Regno Unito; Regno Unito | LCR-Yamaha             | TZ 500 | 500 cc               |
| 1989 | Steve Webster     | Regno Unito | Tony Hewitt                       | Regno Unito              | LCR-Krauser            |        | 500 cc               |
| 1990 | Alain Michel      | Francia     | Simon Birchall                    | Regno Unito              | LCR-Krauser            |        | 500 cc               |
| 1991 | Steve Webster     | Regno Unito | Gavin Simmons                     | Regno Unito              | LCR-Krauser            |        | 500 cc               |
| 1992 | Rolf Biland       | Svizzera    | Kurt Waltisperg                   | Svizzera                 | LCR-Krauser            |        | 500 cc               |
| 1993 | Rolf Biland       | Svizzera    | Kurt Waltisperg                   | Svizzera                 | LCR-Krauser            |        | 500 cc               |
| 1994 | Rolf Biland       | Svizzera    | Kurt Waltisperg                   | Svizzera                 | LCR-Swissauto          |        | 500 cc               |
| 1995 | Darren Dixon      | Regno Unito | Andy Hetherington                 | Regno Unito              | Windle-ADM             |        | 500 cc               |
| 1996 | Darren Dixon      | Regno Unito | Andy Hetherington                 | Regno Unito              | Windle-ADM             |        | 500 cc               |

### Classi vigenti

#### MotoE
| Titoli piloti |

| Anno | Pilota             | Punti | Squadra            | Motocicletta |
| ---- | ------------------ | ----- | ------------------ | ------------ |
| 2019 | Matteo Ferrari     | 99    | Trentino Gresini   | Energica Ego |
| 2020 | Jordi Torres       | 114   | Pons Racing 40     | Energica Ego |
| 2021 | Jordi Torres       | 100   | Pons Racing 40     | Energica Ego |
| 2022 | Dominique Aegerter | 227   | Dynavolt Intact GP | Energica Ego |
| 2023 | Mattia Casadei     | 260   | Pons Racing 40     | Ducati V21L  |
| 2024 | Héctor Garzó       | 246   | Dynavolt Intact GP | Ducati V21L  |

#### Moto3
| Titoli piloti |

| Anno | Pilota              | Punti | Squadra              | Motocicletta  |
| ---- | ------------------- | ----- | -------------------- | ------------- |
| 2012 | Sandro Cortese      | 325   | Red Bull KTM Ajo     | KTM RC 250 GP |
| 2013 | Maverick Viñales    | 323   | Team Calvo           | KTM RC 250 GP |
| 2014 | Álex Márquez        | 278   | Estrella Galicia 0,0 | Honda NSF250R |
| 2015 | Danny Kent          | 260   | Leopard Racing       | Honda NSF250R |
| 2016 | Brad Binder         | 319   | Red Bull KTM Ajo     | KTM RC 250 GP |
| 2017 | Joan Mir            | 341   | Leopard Racing       | Honda NSF250R |
| 2018 | Jorge Martín        | 260   | Del Conca Gresini    | Honda NSF250R |
| 2019 | Lorenzo Dalla Porta | 279   | Leopard Racing       | Honda NSF250R |
| 2020 | Albert Arenas       | 174   | Aspar Team           | KTM RC 250 GP |
| 2021 | Pedro Acosta        | 259   | Red Bull KTM Ajo     | KTM RC 250 GP |
| 2022 | Izan Guevara        | 319   | Gas Gas Aspar        | KTM RC 250 GP |
| 2023 | Jaume Masiá         | 274   | Leopard Racing       | Honda NSF250R |
| 2024 | David Alonso        | 421   | CFMoto Aspar Team    | Moto3         |

| Titoli costruttori |

| Anno | Costruttore | Motocicletta |
| ---- | ----------- | ------------ |
| 2012 | KTM         | RC 250 GP    |
| 2013 | KTM         | RC 250 GP    |
| 2014 | KTM         | RC 250 GP    |
| 2015 | Honda       | NSF250R      |
| 2016 | KTM         | RC 250 GP    |
| 2017 | Honda       | NSF250R      |
| 2018 | Honda       | NSF250R      |
| 2019 | Honda       | NSF250R      |
| 2020 | Honda       | NSF250R      |
| 2021 | KTM         | RC 250 GP    |
| 2022 | Gas Gas     | RC 250 GP    |
| 2023 | KTM         | RC 250 GP    |
| 2024 | CFMoto      | Moto3        |

#### Moto2
| Titoli piloti |

| Anno | Pilota            | Punti | Squadra                 | Motocicletta    |
| ---- | ----------------- | ----- | ----------------------- | --------------- |
| 2010 | Toni Elías        | 271   | Gresini Racing Moto2    | Moriwaki MD600  |
| 2011 | Stefan Bradl      | 274   | Viessmann Kiefer Racing | Kalex Moto2     |
| 2012 | Marc Márquez      | 328   | CatalunyaCaixa Repsol   | Suter MMXI      |
| 2013 | Pol Espargaró     | 265   | Tuenti HP 40            | Kalex Moto2     |
| 2014 | Esteve Rabat      | 346   | Marc VDS Racing         | Kalex Moto2     |
| 2015 | Johann Zarco      | 352   | Ajo Motorsport          | Kalex Moto2     |
| 2016 | Johann Zarco      | 276   | Ajo Motorsport          | Kalex Moto2     |
| 2017 | Franco Morbidelli | 308   | EG 0,0 Marc VDS         | Kalex Moto2     |
| 2018 | Francesco Bagnaia | 306   | SKY Racing Team VR46    | Kalex Moto2     |
| 2019 | Álex Márquez      | 262   | EG 0,0 Marc VDS         | Kalex Moto2     |
| 2020 | Enea Bastianini   | 205   | Italtrans Racing        | Kalex Moto2     |
| 2021 | Remy Gardner      | 311   | Red Bull KTM Ajo        | Kalex Moto2     |
| 2022 | Augusto Fernández | 271,5 | Red Bull KTM Ajo        | Kalex Moto2     |
| 2023 | Pedro Acosta      | 332,5 | Red Bull KTM Ajo        | Kalex Moto2     |
| 2024 | Ai Ogura          | 274   | MT Helmets - MSi        | Boscoscuro B-24 |

| Titoli costruttori |

| Anno | Costruttore | Motocicletta |
| ---- | ----------- | ------------ |
| 2010 | Suter       | MMX          |
| 2011 | Suter       | MMXI         |
| 2012 | Suter       | MMXI         |
| 2013 | Kalex       | Kalex Moto2  |
| 2014 | Kalex       | Kalex Moto2  |
| 2015 | Kalex       | Kalex Moto2  |
| 2016 | Kalex       | Kalex Moto2  |
| 2017 | Kalex       | Kalex Moto2  |
| 2018 | Kalex       | Kalex Moto2  |
| 2019 | Kalex       | Kalex Moto2  |
| 2020 | Kalex       | Kalex Moto2  |
| 2021 | Kalex       | Kalex Moto2  |
| 2022 | Kalex       | Kalex Moto2  |
| 2023 | Kalex       | Kalex Moto2  |
| 2024 | Kalex       | Kalex Moto2  |

#### MotoGP
| Titoli piloti |

| Anno | Pilota            | Punti | Squadra                  | Motocicletta     |
| ---- | ----------------- | ----- | ------------------------ | ---------------- |
| 2002 | Valentino Rossi   | 355   | Repsol Honda             | RC 211V          |
| 2003 | Valentino Rossi   | 357   | Repsol Honda             | RC 211V          |
| 2004 | Valentino Rossi   | 304   | Gauloises Fortuna Yamaha | YZR M1           |
| 2005 | Valentino Rossi   | 367   | Gauloises Yamaha         | YZR M1           |
| 2006 | Nicky Hayden      | 252   | Repsol Honda             | RC 211V          |
| 2007 | Casey Stoner      | 367   | Ducati Marlboro          | Desmosedici GP7  |
| 2008 | Valentino Rossi   | 373   | Fiat Yamaha              | YZR M1           |
| 2009 | Valentino Rossi   | 306   | Fiat Yamaha              | YZR M1           |
| 2010 | Jorge Lorenzo     | 383   | Fiat Yamaha              | YZR M1           |
| 2011 | Casey Stoner      | 350   | Repsol Honda             | RC 212V          |
| 2012 | Jorge Lorenzo     | 350   | Yamaha Factory Racing    | YZR M1           |
| 2013 | Marc Márquez      | 334   | Repsol Honda             | RC 213V          |
| 2014 | Marc Márquez      | 362   | Repsol Honda             | RC 213V          |
| 2015 | Jorge Lorenzo     | 330   | Movistar Yamaha MotoGP   | YZR M1           |
| 2016 | Marc Márquez      | 298   | Repsol Honda             | RC 213V          |
| 2017 | Marc Márquez      | 298   | Repsol Honda             | RC 213V          |
| 2018 | Marc Márquez      | 321   | Repsol Honda             | RC 213V          |
| 2019 | Marc Márquez      | 420   | Repsol Honda             | RC 213V          |
| 2020 | Joan Mir          | 171   | Suzuki Ecstar            | GSX-RR           |
| 2021 | Fabio Quartararo  | 278   | Monster Energy Yamaha    | YZR M1           |
| 2022 | Francesco Bagnaia | 265   | Ducati Lenovo            | Desmosedici GP22 |
| 2023 | Francesco Bagnaia | 467   | Ducati Lenovo            | Desmosedici GP23 |
| 2024 | Jorge Martín      | 508   | Prima Pramac Racing      | Desmosedici GP24 |

| Titoli costruttori |

| Anno | Costruttore | Motocicletta     |
| ---- | ----------- | ---------------- |
| 2002 | Honda       | RC 211V          |
| 2003 | Honda       | RC 211V          |
| 2004 | Honda       | RC 211V          |
| 2005 | Yamaha      | YZR M1           |
| 2006 | Honda       | RC 211V          |
| 2007 | Ducati      | Desmosedici GP7  |
| 2008 | Yamaha      | YZR M1           |
| 2009 | Yamaha      | YZR M1           |
| 2010 | Yamaha      | YZR M1           |
| 2011 | Honda       | RC 212V          |
| 2012 | Honda       | RC 213V          |
| 2013 | Honda       | RC 213V          |
| 2014 | Honda       | RC 213V          |
| 2015 | Yamaha      | YZR M1           |
| 2016 | Honda       | RC 213V          |
| 2017 | Honda       | RC 213V          |
| 2018 | Honda       | RC 213V          |
| 2019 | Honda       | RC 213V          |
| 2020 | Ducati      | Desmosedici GP20 |
| 2021 | Ducati      | Desmosedici GP21 |
| 2022 | Ducati      | Desmosedici GP22 |
| 2023 | Ducati      | Desmosedici GP23 |
| 2024 | Ducati      | Desmosedici GP24 |

## Statistiche e primati
- L'Italia è la nazione con il maggior numero di case motociclistiche (12) che hanno vinto almeno 1 titolo iridato, seguita dalla Germania (5) e dal Giappone (4).
- Il pilota che ha conquistato il maggior numero di Gran Premi è Giacomo Agostini con 123 vittorie. Inoltre, detiene il record di vittorie consecutive nella classe 500, avendo raggiunto ininterrottamente la prima posizione nelle 20 gare comprese tra il Gran Premio di Germania del 1968 e il Gran Premio dell'Ulster del 1969.
- Gli spagnoli Emilio Alzamora, campione della classe 125 nel 1999, e Manuel Herreros, iridato della classe 80 nel 1989, sono i soli piloti (sidecar esclusi) ad avere conquistato un titolo senza vincere nemmeno un Gran Premio durante la stagione.
- Beryl Swain, al Tourist Trophy 1962 classe 50, fu la prima donna a correre nel motomondiale (sidecar esclusi); per rivederne un'altra si dovette attendere il 1981, con la statunitense Gina Bovaird, unica donna ad aver gareggiato nella classe 500.
- Taru Rinne, Tomoko Igata, Katja Poensgen, Ana Carrasco e María Herrera sono le sole donne ad aver conquistato punti nel motomondiale: le prime due nella 125, la terza nella 250, le ultime due in Moto3.
- Nel 1967 Giacomo Agostini e Mike Hailwood ottennero entrambi 46 punti nella classe 500, frutto sia per "Ago" che per "Mike the Bike" di cinque vittorie e di un secondo posto: venne dichiarato campione l'italiano per aver ottenuto il maggior numero di secondi posti (tre contro due) comprendendo anche quelli scartati nell'assegnazione di punti in classifica. Situazioni simili si ripeterono nel 1968, 1972, 1985 e 1986.
- Valentino Rossi è l'unico pilota ad aver vinto un titolo iridato in 4 diverse classi: 125, 250, 500, e MotoGP.
- John Surtees è l'unico pilota iridato sia nel motomondiale che in Formula 1.
- John Kocinski, Max Biaggi e Álvaro Bautista sono gli unici piloti iridati sia nel motomondiale (classe 250 e classe 125) che nel campionato mondiale Superbike.
- Luigi Taveri è l'unico pilota ad aver conquistato punti in 6 classi diverse, tutte quelle esistenti ai tempi in cui ha corso: 50, 125, 250, 350, 500 e sidecar (in quest'ultima categoria come co-pilota).
- Valentino Rossi è il pilota che ha conquistato punti nel Motomondiale nel maggior numero di edizioni: 26 anni consecutivi, dal 1996 al 2021.
- Sandro Cortese e Dominique Aegerter sono gli unici piloti iridati sia nel motomondiale (rispettivamente in Moto3 e in MotoE) che nel campionato mondiale Supersport.
- Dominique Aegerter è l'unico pilota ad aver vinto nello stesso anno un mondiale sia in MotoE che nel campionato mondiale Supersport.
- Valentino Rossi e Marc Márquez sono i piloti più titolati in MotoGP, avendo vinto entrambi 6 campionati del mondo.
- Marc Márquez è detentore del record di maggior distacco accumulato nei confronti del secondo classificato (nel 2019, 151 punti sul pilota Andrea Dovizioso).
- Marc Márquez è detentore del record di maggior punteggio accumulato in una stagione di Moto GP senza sprint, 420 punti nel mondiale 2019
- Jorge Martín è detentore del record di maggior punteggio accumulato in una stagione di Moto GP, 508 punti nel mondiale 2024.
- Jorge Martín è stato il primo e unico pilota ad aver vinto il titolo iridato nella classe MotoGP alla guida di una moto clienti e di un team privato, con il team Pramac Racing. Considerando anche la 500 (ex-classe regina), anche Valentino Rossi condivide tale primato, con il team Honda Nastro Azzurro, insieme a Kenny Roberts, Marco Lucchinelli, Franco Uncini e Eddie Lawson.